# Erinaceophasma recedens
Erinaceophasma recedens är en insektsart som först beskrevs av Brunner von Wattenwyl 1907.  Erinaceophasma recedens ingår i släktet Erinaceophasma och familjen Phasmatidae. Inga underarter finns listade i Catalogue of Life.